# Klukowo (powiat siemiatycki)
Klukowo – wieś w Polsce położona w województwie podlaskim, w powiecie siemiatyckim, w gminie Siemiatycze.

## Historia
Wieś duchowna położona była w 1795 roku w ziemi drohickiej województwa podlaskiego. 
Według Pierwszego Powszechnego Spisu Ludności z 1921 roku Klukowo było wsią liczącą 26 domów i zamieszkałą przez 170 osób (77 kobiet i 93 mężczyzn). Większość mieszkańców miejscowości (130 osób) zadeklarowała wyznanie prawosławne, pozostali podali wyznanie rzymskokatolickie (40 osób). Pod względem narodowościowym większość stanowili mieszkańcy narodowości białoruskiej (129 osób); reszta zgłosiła narodowość polską (41 osób). W okresie międzywojennym miejscowość znajdowała się w powiecie bielskim.
W latach 1975–1998 miejscowość należała administracyjnie do województwa białostockiego.

## Zabytki
- drewniany dom nr 17, 1903, nr rej.:549 z 28.12.1983[9].

## Inne
W strukturze Kościoła prawosławnego wieś podlega parafii pw. św. Apostołów Piotra i Pawła w Rogawce. Natomiast wierni kościoła rzymskokatolickiego należą do parafii Wniebowzięcia Najświętszej Maryi Panny w Siemiatyczach.